# Liste der Biografien/Braf
Liste der Biografien |
Portal Biografien |
Personensuche
# |
A |
B |
C |
D |
E |
F |
G |
H |
I |
J |
K |
L |
M |
N |
O |
P |
Q |
R |
S |
T |
U |
V |
W |
X |
Y |
Z |
?
 
Ba |
Be |
Bd |
Bg |
Bh |
Bi |
Bj |
Bl |
Bm |
Bn |
Bo |
Br |
Bs |
Bu |
Bw |
By |
Bz
 
Bra |
Brc |
Brd |
Bre |
Brg |
Bri |
Brj |
Brk |
Brl |
Brn |
Bro |
Brp–Brt |
Bru |
Brv |
Bry |
Brz
 
Braa |
Brab |
Brac |
Brad |
Brae |
Braf |
Brag |
Brah |
Brai |
Braj |
Brak |
Bral |
Bram |
Bran |
Brao |
Braq |
Brar |
Bras |
Brat |
Brau |
Brav |
Braw |
Brax |
Bray |
Braz
Die Liste der Biografien führt alle Personen auf, die in der deutschsprachigen Wikipedia einen Artikel haben. Dieses ist eine Teilliste mit 6 Einträgen von Personen, deren Namen mit den Buchstaben „Braf“ beginnt.

## Braf
- Bráf, Albín (1851–1912), tschechischer Nationalökonom, Politiker und österreichischer Ackerbauminister

### Braff
- Braff, Malcolm (* 1970), Schweizer Jazzmusiker und Spieleautor
- Braff, Ruby (1927–2003), amerikanischer Jazz-Trompeter
- Braff, Zach (* 1975), US-amerikanischer Schauspieler und RegisseurZach Braff (* 1975)

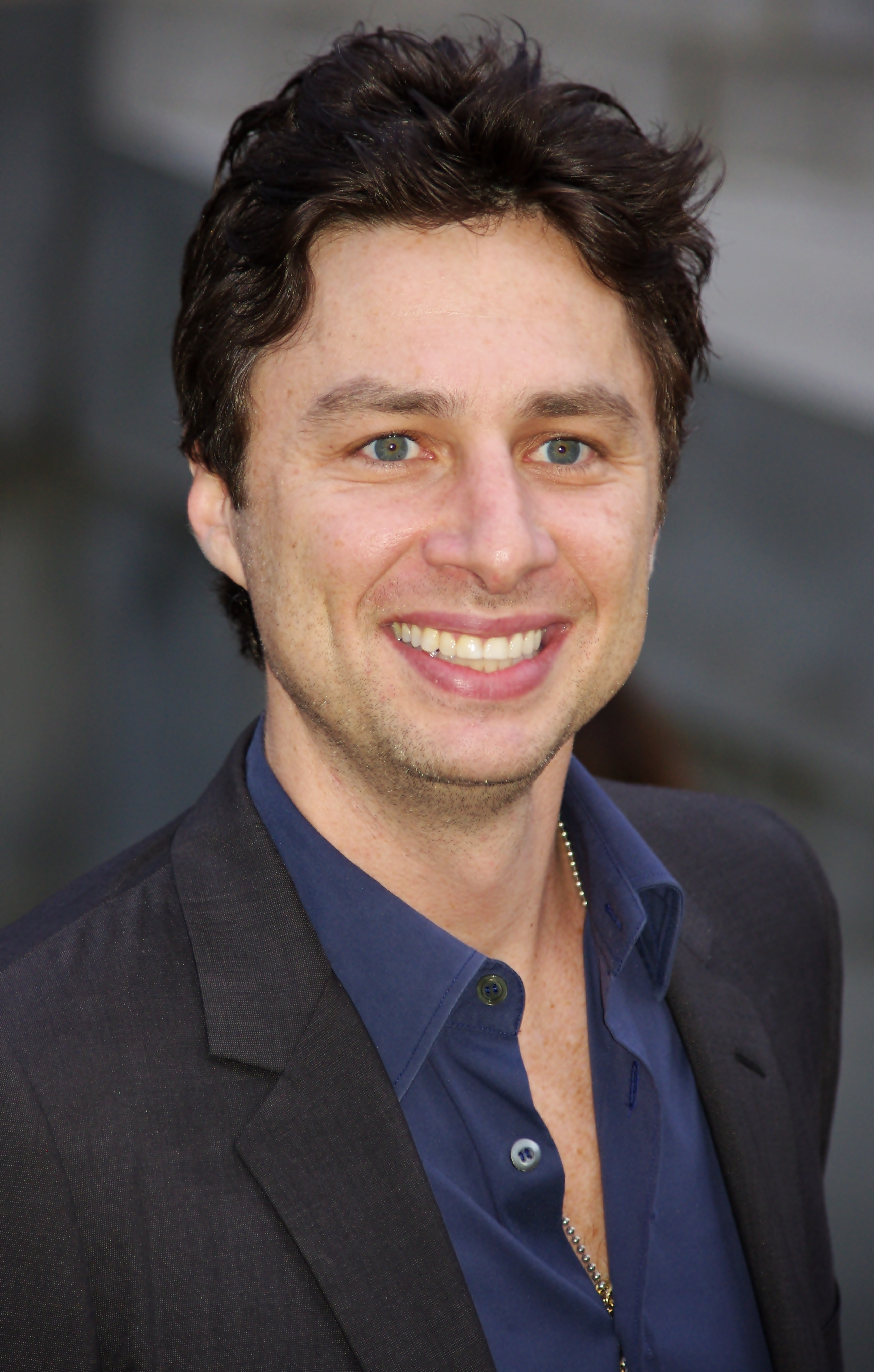
Zach Braff (* 1975)

### Brafm
- Brafman, Benjamin (* 1948), US-amerikanischer Rechtsanwalt
- Brafman, Jakow Alexandrowitsch (1824–1879), russischer Journalist und Schriftsteller